# Love Never Felt So Good
"Love Never Felt So Good" é uma canção do cantor norte-americano Michael Jackson, lançada em seu segundo álbum póstumo Xscape. Foi escrita e produzida pelo próprio intérprete, com o auxílio de Paul Anka em ambos os trabalhos e de John McClain e Giorgio Tuinfort na produção apenas. Gravada originalmente em 1983 como demonstração, foi gravada por Johnny Mathis (com a letra modificada) lançada em 1984 para seu álbum A Special Part of Me, embora se acreditasse ser inédita. Em 2 de Maio de 2014, foi remixada para promover o álbum. Timbaland e Jerome "J-Roc" Harmon trabalharam na produção da versão reformulada, cujo lançamento contém a participação de Justin Timberlake. O dueto entrou em charts de países como Estados Unidos, Canadá e Brasil; entretanto, em Reino Unido e Austrália, por exemplo, somente a versão com os vocais de Michael solo fez sucesso.

## Faixas e formatos
| Descarga digital - versão a solo |                           |         |  |
| N.º                              | Título                    | Duração |  |
| 1.                               | "Love Never Felt So Good" | 3:56    |  |

| Descarga digital - versão de dueto |                                                   |         |  |
| N.º                                | Título                                            | Duração |  |
| 1.                                 | "Love Never Felt So Good" (com Justin Timberlake) | 4:06    |  |

## Desempenho nas tabelas musicais

### Posições
| Tabela musical (2014)                        | Melhor posição |
| -------------------------------------------- | -------------- |
| Bélgica - Ultratop (Flandres)                | 4              |
| Bélgica - Ultratop (Valónia)                 | 6              |
| Brasil (Brasil Hot 100 Airplay)              | 7              |
| Dinamarca - Tracklisten                      | 1              |
| Espanha - PROMUSICAE                         | 6              |
| Estados Unidos - Billboard Hot 100           | 9              |
| Estados Unidos - Billboard R&B/Hip-Hop Songs | 5              |
| Estados Unidos - Billboard Adult R&B Songs   | 1              |
| França - SNEP                                | 2              |
| Hungria - Rádiós Top 40                      | 8              |
| Irlanda - IRMA                               | 17             |
| Nova Zelândia - NZ Top 40 Singles Chart      | 12             |
| Países Baixos - Mega Single Top 100          | 2              |
| Reino Unido - UK Singles Chart               | 8              |

## Histórico de lançamento
| País           | Data              | Versão        | Formato           | Editora discográfica |
| -------------- | ----------------- | ------------- | ----------------- | -------------------- |
| Mundo          | 2 de Maio de 2014 | A solo, dueto | Descarga digital  | MJJ, Epic            |
| Estados Unidos | 6 de Maio de 2014 | Dueto         | Rádios mainstream | Epic                 |